# ペプチドデホルミラーゼ
ペプチドデホルミラーゼ(Peptide deformylase、EC 3.5.1.88)は、以下の化学反応を触媒する酵素である。
ホルミル-L-メチオニルペプチド + 水{\displaystyle \rightleftharpoons }ギ酸 + メチオニルペプチド
従って、この酵素の基質はホルミル-L-メチオニルペプチドと水の2つ、生成物はギ酸とメチオニルペプチドの2つである。
この酵素は加水分解酵素、特に鎖状アミドの炭素-窒素結合に作用するものに分類される。系統名は、ホルミル-L-メチオニルペプチド アミドヒドロラーゼ(formyl-L-methionyl peptide amidohydrolase)である。

## 構造
2007年末時点で、34つの構造が解明されている。蛋白質構造データバンクのコードは、1IX1、1LM4、1LM6、1LME、1LQW、1LQY、1LRU、1LRY、1N5N、1Q1Y、1S17、1SV2、1SZZ、1V3Y、1VEV、1VEY、1VEZ、1WS0、1WS1、1XEM、1XEN、1XEO、1Y6H、1ZXZ、1ZY0、1ZY1、2AI7、2AI8、2AI9、2AIA、2AIE、2EW5、2EW6及び2EW7である。